# Czesława Pilarska
Czesława Halina Pilarska (z domu Grochot, ur. 2 grudnia 1966 w Krakowie) – polska szachistka (mistrzyni międzynarodowa od 1993 roku) i ekonomistka.

## Kariera szachowa
W latach 1987 (w Augustowie) i 1989 (w Leszczynach) dwukrotnie zdobyła tytuł młodzieżowej mistrzyni Polski w kategorii do 23 lat. W 1990 r. zdobyła w Dębicy brązowy medal mistrzostw Polski w szachach szybkich. W finale mistrzostw Polski kobiet zadebiutowała w 1988 r. w Bielsku-Białej. Do 1994 r. w finałowych turniejach uczestniczyła siedmiokrotnie. Największy sukces w karierze osiągnęła w 1991 r. w Lubniewicach, zdobywając tytuł mistrzyni kraju. W tym samym roku reprezentowała Polskę na turnieju strefowym (eliminacji mistrzostw świata) w Hajdúszoboszló. Również w 1991 r. osiągnęła duży sukces, remisując w symultanie z mistrzem świata, Garrim Kasparowem. W 1992 r. zajęła III m. w międzynarodowym turnieju w Gdyni (za Krystyną Dąbrowską i Grażyną Szmacińską).
Najwyższy ranking w karierze osiągnęła 1 lipca 1993 r., z wynikiem 2210 punktów dzieliła wówczas 6-7. miejsce wśród polskich szachistek.

## Kariera naukowa
W roku 1998 zaprzestała aktywnej gry w turniejach, poświęcając się pracy naukowej. W czerwcu 1999 roku wszczęła przewód doktorski, a w październiku 2002 roku uzyskała stopień doktora nauk ekonomicznych (temat rozprawy: Wpływ bezpośrednich inwestycji zagranicznych na gospodarkę polską w okresie transformacji systemowej). Aktualnie jest pracownikiem naukowym Katedry Mikroekonomii Uniwersytetu Ekonomicznego w Krakowie.